# Бём, Зигфрид
Зигфрид Бём (нем. Siegfried Böhm; 20 августа 1928, Плауэн, Саксония — 4 мая 1980, Карлсхорст) — государственный и партийный деятель ГДР. Министр финансов ГДР в 1966—1980 годах.

## Биография
Зигфрид Бём учился в школе в Нечкау. В 1945 году поступил учиться на коммерсанта. В 1947 году вступил в ССНМ, в 1948 году — в СЕПГ. В 1948—1953 годах являлся освобождённым комсомольским работником. В 1953—1954 годах Бём работал на предприятии по добыче бурого угля в Эспенхайне. В 1954—1958 годах Бём учился в Лейпцигском университете имени Карла Маркса, затем работал ассистентом и входил в партком факультета политической экономии.
В 1959 году Зигфрид Бём вошёл в рабочую группу по планированию и финансам ЦК СЕПГ и возглавил её в 1963 году, сменив Герхарда Шюрера. Бём выступал за новую экономическую систему планирования и руководства народным хозяйством. В 1966—1980 годах Бём занимал должность министра финансов ГДР и входил в президиум Совета министров ГДР. В 1967—1980 годах Бём являлся членом ЦК СЕПГ и депутатом Народной палаты ГДР.
4 мая 1980 года тела Зигфрида Бёма и его супруги с огнестрельными ранениями в голову были обнаружены сыном в спальне их дома в берлинском районе Карлсхорст. Зигфрид Бём хранил дома полный комплект охотничьего снаряжения и служебное оружие. В отношении смерти супругов Бём существовало несколько версий. Первоначально предполагалось, что было совершено самоубийство. Тем не менее, в результате расследования, проведённого Министерством государственной безопасности ГДР, было установлено, что Бём, собиравшийся уйти из семьи, был убит супругой из ревности из его собственного пистолета. Затем она совершила самоубийство из того же оружия. В официальной версии произошедшего говорилось о «трагической случайности».
В 2003 году Генеральная прокуратура Германии вернулась к делу супругов Бём в связи с несколькими заказными убийствами, вероятно совершёнными группой киллеров, среди жертв которых был и некий политик, предположительно Зигфрид Бём. По версии Федерального управления уголовной полиции члены преступной группировки могли расстрелять Бёмов и представить их смерть самоубийством. Положение тел Бёмов на фотографиях с места преступления исключало версию их добровольного ухода из жизни. Причиной для расправы над Бёмами по этой версии могли стать разногласия, возникшие у Бёма в Политбюро ЦК СЕПГ. Как министр финансов, он понимал всю серьёзность экономического положения ГДР, не был дальше готов нести ответственность за происходящее и угрожал опубликовать информацию о неминуемом банкротстве ГДР.